# Pentlatch
Pentlatch (Puntlatsh, Puntlatch, Punt-ledge), maleno pleme američkih Indijanaca s istočne obale kanadskog otoka Vancouver u Britanskoj Kolumbiji, nastanjeno između plemena Comox i Cowichan na Baynes Soundu i rijeci Puntlatsh (Pentlatch u pravom smislu), na rijeci Englishman River (skupina poznata pod imenom Hwahwatl), i rijeke Qualicum, Saamen Indijanci. 
Mooney je procijenio da ih je 1780. moglo iti oko 300, no dolaskom bijelaca ubrzo će počet nestajati pa ih je 1893. preostalo 45, a 1908. svega tek 13. Jezik im je nestao negdje 1940.-te godine. 
U suvremeno doba imaju potomaka u Qualicum First Nation s populacojom od 40 (1977).

## Vanjske poveznice
- Qualicum  Arhivirana inačica izvorne stranice od 15. rujna 2015. (Wayback Machine)